# Inphasion
Inphasion je sedmé studiové album dřívějšího houslisty Jefferson Airplane Papa John Creache, vydané v listopadu roku 1978 u DJM Records. Jedná se na dlouhou dobu poslední sólové album, další vydal až v roce 1992 a bylo jím album Papa Blues.

## Seznam skladeb

### Strana 1
1. "Inphasion" – 4:33
2. "Night Fire" – 4:49
3. "To Fill the Need" – 4:38
4. "Hezakiah" – 4:04
5. "Montuno Grande" – 3:21

### Strana 2
1. "All the World Loves a Winner" – 4:07
2. "Somehow She Knows" – 4:06
3. "Silver Bird" – 6:03
4. "Flow with the Feeling" – 4:48
5. "Southern Strut" – 2:39

## Sestava
- Papa John Creach – housle, zpěv
- Steve Haberman – klávesy
- Bryan "Bug" Tilford – baskytara, zpěv
- Mark "Mujel" Leon – bicí, perkuse
- Joey Brasler – kytara
- Bob Zimitti – perkuse

### Hosté
- Michael Garrard – syntezátor v "Inphasion"
- Reid King – akustická kytara v "Hezakiah"
- Johnny "Guitar" Watson – sólová kytara v "All the World Loves a Winner"
- Dr. John – piáno a varhany v "All the World Loves a Winner" a "Southern Strut"
- Polly Cutter – doprovodný zpěv v "All the World Loves a Winner"
- Joey Carbone – rytmické piáno v "Silver Bird"
- David LaFlamme – housle v "Silver Bird"
- Darcus – zpěv v "Flow with the Feeling"
- Charlie Daniels – housle v "Southern Strut"
- The Silver Fish (David Silver, Juanita Curiel, Ernestine Goldstein) – doprovodný zpěv